# Neoptychodes trilineatus
Neoptychodes trilineatus là một loài bọ cánh cứng trong họ Cerambycidae.